# Donji Orahovac (Bośnia i Hercegowina)
Donji Orahovac (cyr. Доњи Ораховац) – wieś w Bośni i Hercegowinie, w Republice Serbskiej, w mieście Trebinje. W 2013 roku liczyła 11 mieszkańców.